# クレマンティーヌ・ドルレアン
クレマンティーヌ・ドルレアン（Clémentine d’Orléans, 1817年3月6日 - 1907年2月16日）は、7月王政期のフランス国王ルイ・フィリップの娘で、結婚によりザクセン＝コーブルク＝ゴータ家の閨閥に加わった。ブルガリア国王フェルディナントの母親である。

## 生涯

### 少女期
オルレアン公ルイ・フィリップと妻マリー・アメリーの第6子、四女として、王政復古まもない1817年にヌイイ城で生まれた。最初は「ボージョレー姫（Mademoiselle de Beaujolais）」の儀礼称号で呼ばれたが、父がフランス王位に就いた1830年より単に「プランセス・ドルレアン（princesses d'Orléans）」とのみ称することに決まった。成長するにつれて美しく才能豊かと評されるようになった。また急進的な歴史家ジュール・ミシュレから、フランス革命を殊更に美化する近代史講義を教わった。

### 結婚

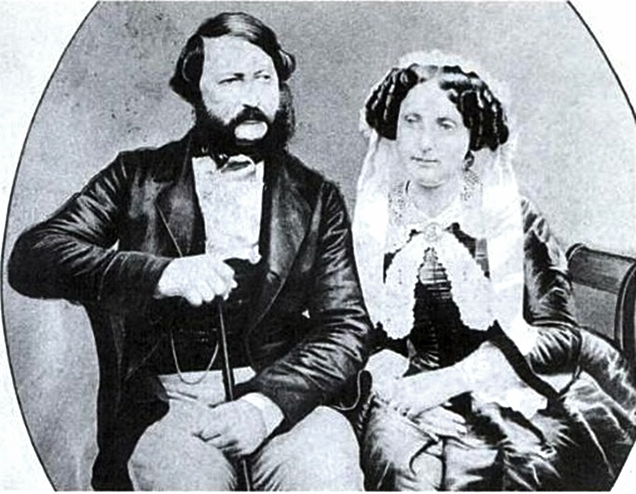
クレマンティーヌと夫のアウグスト

結婚適齢期となった1836年頃には、妻を亡くしたばかりの母方従兄、両シチリア王フェルディナンド2世の再婚相手になるのではないかと噂されたこともあった。結局、次姉マリーの時と同様に、姉婿ベルギー王レオポルド1世が自分の大勢いる甥の1人、ザクセン＝コーブルク＝ゴータ公子アウグストを紹介してきた。1843年2月24日、2人の婚姻契約書がウィーンで交わされた。新婦側の代理人は在墺フランス大使フラオー伯爵が、新郎側の代理人は在墺ベルギー大使オサリヴァン男爵がそれぞれ務めた。1843年4月20日、大勢の欧州王族の参列を得て、2人の結婚式がサン＝クルー城にて行われた。
婚礼前に、2人は結婚後はアウグストの出身国オーストリア帝国領内で暮らそうと考えていた。2人は同国宰相クレメンス・フォン・メッテルニヒ侯爵に対し、アウグストがフランス王女の夫としてウィーン宮廷においてどのような地位・礼遇を受けられるのか打診した。オーストリア政府の回答は、クレマンティーヌはフランス王家の王女として遇するが、アウグストは公爵家の子息なので王女と同じ「王家の殿下」として遇することはできず、王女よりも序列では下位に置くことになる、というものだった。このため、アウグストはオーストリア国籍にもかかわらず妻の生国フランスに移住することを決意し、オーストリア陸軍を辞してフランス軍に入隊することになった。

### 1848年革命とその後
フランスで1848年革命が起きて父ルイ・フィリップが王位を追われると、クレマンティーヌ一家もフランスから追放された。もっとも、クレマンティーヌとアウグストは、子供たちを安全な地域へと避難させた後、大胆にもヴェルサイユへの汽車旅行に向かっており、移動の途中でコンコルド広場に集まり王の退位を要求する群衆に鉢合わせしている。旅行から戻ると、夫と離れ、父王に付き添ってロンドンのフランス大使館に赴いた。その後、コーブルクを経由して夫と子供たちの待つウィーンへ移った。夫はオーストリア軍に復帰した。
クレマンティーヌはフランスのメディアに向けて次々に書簡を送り、新大統領ルイ・ナポレオン（ナポレオン3世）の政権が没収したオルレアン家の財産が返還されるよう求める政治的なキャンペーンを展開した。そして、彼女が父から相続した所領・資産を要求しない見返りとしてナポレオン3世が提示してきた、20万フランの補償金の受け取りを拒否したことを公にした。
革命の余波は私生活にも影を落とした。1851年7月、義理の従姉ヴィクトリア女王の客としてイギリスに滞在していた時、クレマンティーヌは息子たちの家庭教師が将来を悲観して拳銃自殺したとの報を聞き、急遽帰国している。彼女の狼狽ぶりは、当時、イギリスでも革命が起きて自分が亡命者となるのではと心配していたヴィクトリア女王をも不安がらせた。なお、同い年のヴィクトリア女王とは長く友人関係にあり、女王のドイツの親戚連の中では、コーブルクでの女王の滞在時に昼食時間を共に過ごす常連の同伴者だった。

### 息子フェルディナントとブルガリア君主の地位
1881年、夫アウグストと死別した。夫妻は5人の子供に恵まれた。傲岸不遜な性格で野心溢れるクレマンティーヌは、自分より立場の弱い夫を自分の言いなりにし、子供たちをさんざん甘やかして育てた。ハンガリー有数の大地主コハーリ侯爵家の相続人だった夫は大変な資産家だったが、王冠の獲得とは無縁の凡庸な人物で、それがクレマンティーヌを幻滅させた。彼女の玉座への執着心は、息子たちに向けられるようになった。特に、他の子供たちからかなり年が離れて生まれた末息子フェルディナントを溺愛し、彼が王位に就くチャンスを模索した。彼女はフェルディナントが将来どの国の王に選ばれてもよい良いよう、多言語習得を中心とした教育を周到に授けた。
1886年、ブルガリア公アレクサンダー・フォン・バッテンベルクが後継者不在のまま退位すると、クレマンティーヌは積極的なロビー活動を行って、フェルディナントをブルガリア公に選出させることに成功した。選出後も、息子の公位が欧州諸国の君主から国際的に承認されるよう根回しを怠らず、ドイツ皇帝ヴィルヘルム2世や、オスマン帝国のアブデュルハミト2世からの支持を取り付けた。さらに、息子のために自分のコレクションの中から選りすぐった数多くの宝石を使い、息子の冠をデザインさせた。
クレマンティーヌは息子に同行してブルガリアに移り、同国では元首の母君として政府の要人扱いされるようになった。突出した資産家だった彼女は、ブルガリアの鉄道をヨーロッパの鉄道網とつなぐために400万フランを拠出したことをはじめとして、新たな祖国ブルガリアに膨大な額の寄付金を提供したことで、一躍国民の人気者となった。1903年の内部マケドニア革命組織によるイリンデン蜂起の失敗に伴う難民問題に対して、クレマンティーヌは彼らを救済する人権委員会の共同設立者となり、ドイツ皇帝ヴィルヘルム2世提供の2000フランを含む欧州大陸中からの義援金の募金キャンペーンを行った。
1896年2月、フェルディナントが長男ボリスを正教に改宗させたことで、親密だった親子関係は急に悪化した。しかし間もなく母子は和解した。同年末、フェルディナントがブルガリア国家元首としてフランス・パリを公式訪問したことは、1848年革命で父ともども故国を追われたクレマンティーヌの精神的な痛手を回復する大きな出来事となった。1899年、義理の娘マリヤ・ルイザが第4子の出産直後に急死すると、クレマンティーヌがフェルディナントの4人の子供たちの養育・監督を引き受けた。

### 晩年
年月とともに彼女の聴力は衰え、補聴器に頼るようになり、周囲の人たちは聞こえるように声を大きくしなければならなかった。ブルガリア宮廷ではこれは職業上の災難ともなり、彼女がいやいや終わらせるよう長い大声の議論がされた。しかしクレマンティーヌは80代になってからも相変わらず精力的であり、最先端のファッションを自分の目で確かめるため、しばしばパリを訪れた。
クレマンティーヌは1898年2月、右肺の炎症に襲われ、以後しばらくこの病が彼女の健康の不安材料となったが、やがてこれを克服した。1907年2月初旬、彼女はインフルエンザを発症し、89歳という高齢を考慮すればこれが死病となると思われたが、どうにか回復した。しかし身体は弱ったままであり、2月16日にウィーンで死去した。遺体はコーブルクのアウグスティン教会に安置された。クレマンティーヌの政治的影響力がかなり大きかったため、母の後ろ盾を亡くしたフェルディナントはまもなく失脚するのではないかと人々は噂したが、その予想を裏切り、1908年ブルガリアの完全独立を果たして国王（ツァール）に昇格した。直後、彼は母の墓標に「王の娘だが自身は王妃ではなく、王の母となった（« fille de roi, pas devenue reine, mais mère de roi à présent »）」と刻ませた。

## 子女
- フェルディナント・フィリップ・マリア・アウグスト・ラファエル（1844年 - 1921年） - ベルギー王女ルイーズと結婚
- ルートヴィヒ・アウグスト・マリア・オイデス（1845年 - 1907年） - ブラジル皇女レオポルディナと結婚
- マリー・アーデルハイト・アマーリエ・クロティルデ（1846年 - 1927年） - オーストリア大公ヨーゼフ・カールと結婚
- マリー・ルイーゼ・フランツィスカ・アマーリエ（1848年 - 1894年） - バイエルン公マクシミリアン・エマヌエルと結婚
- フェルディナント・マクシミリアン・カール・レオポルト・マリア（1861年 - 1948年） - ブルガリア公、のちブルガリア国王